# 올레흐 후세우
올레흐 후세우(우크라이나어: Олег Анатолійович Гусєв, 1983년 4월 25일, 우크라이나 SSR 수미 라욘 ~ )는 우크라이나의 옛 축구 선수이며, 포지션은 윙어와 오른쪽 풀백이었다. 후세우는 지난 2006년 FIFA 월드컵 대회 당시 스위스와의 16강전 승부차기에서 마지막 승부를 결정짓는 골을 성공시킨 바 있다.

## 수상
디나모 키이우
- 우크라이나 프리미어리그 : 2003-04, 2006-07, 2008-09
- 우크라이나 프리미어리그 준우승 : 2004-05, 2005-06, 2007-08, 2009-10, 2010-11, 2011-12
- 우크라이나 슈퍼컵 : 2004-05, 2005-06, 2006-07
- 우크라이나 컵 : 2004, 2006, 2007, 2009, 2011

개인
- 2004-05 우크라이나 프리미어리그 MVP